# Schweizer Cup (Fussball, Männer) 2010/11
Der 86. Schweizer Cup fand vom 18. September 2010 bis zum 29. Mai 2011 statt. Titelverteidiger war der FC Basel, der in den Viertelfinals am unterklassigen FC Biel-Bienne scheiterte. Cupsieger wurde der FC Sion.

## Modus
Zehn Vereine der Super League sowie 15 Klubs der Challenge League waren direkt für den Schweizer Cup qualifiziert. Dazu stiessen 13 Klubs aus der 1. Liga sowie 26 Klubs aus den Amateur-Ligen. Diese mussten sich in Regionalausscheidungen für den Schweizer Cup qualifizieren.
Mannschaften aus dem Fürstentum Liechtenstein sind nicht teilnahmeberechtigt, da die Liechtensteiner Clubs zwar am Schweizer Meisterschaftsbetrieb teilnehmen, aber im eigenständigen Liechtensteiner Cup starten. Dies betraf auch den Challenge-League-Club FC Vaduz. Zudem sind die U-21-Mannschaften aus der 1. Liga nicht spielberechtigt, genauso wie sämtliche weiteren Reserve-Teams. Wenn ein Reserve-Team eine Regionalausscheidung gewonnen hat, bekommt die erste Mannschaft den Startplatz im Schweizer Cup zugesprochen, es sei denn, die erste Mannschaft sei schon für den Wettbewerb qualifiziert. Ist dies der Fall, erhält der Finalgegner der Regionalausscheidung den Startplatz.
Der Schweizer Cup wird im K.-o.-System ausgetragen. In der Regel wird jede Runde innert maximal drei Tagen gespielt. Die unterklassigen Mannschaften geniessen bis zur 3. Runde (Achtelfinals) das Heimrecht. Der Austragungsort des Finals war erneut der St. Jakob-Park in Basel.
- 1. Runde (18., 19. und 22. September 2010): 64 Teams, die Sieger waren für die 2. Runde qualifiziert.
- 2. Runde (15. bis 17. Oktober 2010): 32 Teams, die Sieger waren für die Achtelfinals qualifiziert.
- Achtelfinals (20. und 21. November 2010): 16 Teams, die Sieger waren für die Viertelfinals qualifiziert.
- Viertelfinals (2. März 2010): 8 Teams, die Sieger waren für die Halbfinals qualifiziert.
- Halbfinals (28. April 2011): 4 Teams, die Sieger qualifizierten sich für den Final.
- Final (29. Mai 2011): Der Sieger gewann den 86. Schweizer Cup.

## Teilnehmende Mannschaften
| Super League die 10 Vereine der Saison 2010/11                                                                                  | Challenge League 15 Vereine der Saison 2010/11 | 1. Liga 13 Vereine der Saison 2010/11 | 2. Liga Interregional 16 Vereine der Saison 2010/11 | 2. Liga Regional 8 Vereine der Saison 2010/11                                                                      | 3. Liga 2 Vereine der Saison 2010/11 |
| FC Basel AC Bellinzona Grasshopper Club Zürich FC Luzern Neuchâtel Xamax FC Sion FC St. Gallen FC Thun BSC Young Boys FC Zürich | FC Aarau FC Biel-Bienne FC Chiasso SR Delémont SC Kriens FC Lausanne-Sport FC Locarno FC Lugano FC Schaffhausen Servette FC Genève Stade Nyonnais FC Wil FC Winterthur FC Wohlen Yverdon Sport FC | FC Baulmes SC Brühl St. Gallen SC Buochs SC Cham CS Chênois FC Grand-Lancy FC Grenchen Meyrin FC FC Le Mont-sur-Lausanne FC Mendrisio-Stabio FC Schötz FC Tuggen Étoile Sportive FC Malley | FC Courtételle FC Eschenbach FC Gumefens/Sorens FC Spiez AC Taverne FC Wettswil-Bonstetten FC Freienbach FC Langenthal FC Black Stars Basel FC Seefeld Zürich FC Ibach FC Liestal FC Montreux-Sports Losone Sportiva FC Bavois FC Perly-Certoux | FC Béroche-Gorgier SC Binningen FC Champvent FC Collex-Bossy US Collombey-Muraz FC Flawil FC Subingen FC Entfelden | Racing Club Zürich FC Uznach         |

## Erste Runde
In der ersten Runde können die Mannschaften aus der Super League und der Challenge League gemäss Reglement nicht aufeinandertreffen. Die Mannschaft aus der niedrigeren Liga erhält den Heimvorteil, bei zwei Mannschaften aus der gleichen Liga bekommt ihn die erstgezogene. Die Auslosung fand am 20. August 2010 statt.
| Datum                 |                                 | Ergebnis  |                              |
| --------------------- | ------------------------------- | --------- | ---------------------------- |
| 18.09.10 um 15:00 Uhr | CS Chênois (1.)                 | 1:3       | FC Chiasso (ChL)             |
|                       | FC Racing Club Zürich (3.)      | 1:7       | Yverdon Sport FC (ChL)       |
| 18.09.10 um 16:00 Uhr | FC Seefeld Zürich (2. Int)      | 1:3       | AC Bellinzona (SL)           |
|                       | FC Black Stars Basel (2. Int)   | 5:0       | SC Brühl St. Gallen (1.)     |
|                       | FC Wettswil-Bonstetten (2. Int) | 0:2       | Servette FC Genève (ChL)     |
| 18.09.10 um 16:30 Uhr | FC Spiez (2. Int)               | 0:7       | BSC Young Boys (SL)          |
|                       | SC Binningen (2.)               | 0:2       | FC Baulmes (1.)              |
|                       | FC Uznach (3.)                  | 1:3       | Neuchâtel Xamax FC (SL)      |
| 18.09.10 um 17:00 Uhr | FC Flawil (2.)                  | 1:5 n. V. | FC St. Gallen (SL)           |
|                       | FC Bavois (2. Int)              | 1:3       | FC Aarau (ChL)               |
|                       | FC Schötz (1.)                  | 0:6       | FC Zürich (SL)               |
|                       | FC Collex-Bossy (2.)            | 5:1       | FC Champvent (2.)            |
|                       | SC Buochs (1.)                  | 2:1       | SR Delémont (ChL)            |
|                       | ES FC Malley Lausanne (1.)      | 3:2       | FC Grand-Lancy (1.)          |
| 18.09.10 um 17:30 Uhr | US Collombey-Muraz (2.)         | 4:0       | FC Courtételle (2. Int)      |
| 18.09.10 um 18:00 Uhr | FC Meyrin (1.)                  | 1:3       | FC Locarno (ChL)             |
|                       | FC Eschenbach (2. Int)          | 1:3 n. V. | FC Wohlen (ChL)              |
|                       | AC Taverne (2. Int)             | 0:4       | FC Sion (SL)                 |
|                       | FC Liestal (2. Int)             | 2:5       | FC Schaffhausen (ChL)        |
|                       | Losone Sportiva (2. Int)        | 0:3       | FC Biel-Bienne (ChL)         |
|                       | FC Montreux-Sports (2. Int)     | 1:2       | FC Grenchen (1.)             |
|                       | FC Subingen (2.)                | 0:1       | FC Gumefens/Sorens (2. Int)  |
| 18.09.10 um 19:00 Uhr | FC Le Mont-sur-Lausanne (1.)    | 1:5       | SC Kriens (ChL)              |
| 19.09.10 um 14:30 Uhr | FC Ibach (2. Int)               | 0:2       | FC Lugano (ChL)              |
| 19.09.10 um 15:00 Uhr | FC Béroche-Gorgier (2.)         | 0:9       | Grasshopper Club Zürich (SL) |
|                       | FC Freienbach (2. Int)          | 2:3 n. V. | FC Winterthur (ChL)          |
|                       | FC Entfelden (2.)               | 0:3       | FC Luzern (SL)               |
|                       | SC Cham (1.)                    | 0:4       | FC Thun (SL)                 |
|                       | FC Tuggen (1.)                  | 2:1       | FC Wil 1900 (ChL)            |
| 19.09.10 um 15:30 Uhr | FC Mendrisio-Stabio (1.)        | 0:5       | FC Basel (SL)                |
| 19.09.10 um 16:00 Uhr | FC Perly-Certoux (2. Int)       | 0:1       | FC Stade Nyonnais (ChL)      |
| 22.09.10 um 19:30 Uhr | FC Langenthal (2. Int)          | 2:5       | FC Lausanne-Sport (ChL)      |

## Zweite Runde
In der zweiten Runde können die Mannschaften aus der Super League nicht aufeinandertreffen. Die Mannschaft aus der niedrigeren Liga erhält den Heimvorteil, bei zwei Mannschaften aus der gleichen Liga bekommt ihn die erstgezogene. Die Auslosung fand am 20. September 2010 statt.
| Datum                 |                               | Ergebnis              |                              |
| --------------------- | ----------------------------- | --------------------- | ---------------------------- |
| 15.10.10 um 19:30 Uhr | Yverdon Sport FC (ChL)        | 0:2                   | FC Basel (SL)                |
| 16.10.10 um 16:00 Uhr | SC Buochs (1.)                | 0:3                   | FC Thun (SL)                 |
|                       | FC Black Stars Basel (2. Int) | 0:3                   | FC Lugano (ChL)              |
|                       | FC Tuggen (1.)                | 4:0                   | FC Grenchen (1.)             |
| 16.10.10 um 16:30 Uhr | US Collombey-Muraz (2.)       | 2:5                   | BSC Young Boys (SL)          |
| 16.10.10 um 17:00 Uhr | FC Collex-Bossy (2.)          | 0:5                   | FC Sion (SL)                 |
| 16.10.10 um 17:30 Uhr | FC Wohlen (ChL)               | 5:1                   | FC Winterthur (ChL)          |
| 16.10.10 um 18:00 Uhr | FC Lausanne-Sport (ChL)       | 0:2                   | AC Bellinzona (SL)           |
| 16.10.10 um 19:30 Uhr | FC Chiasso (ChL)              | 0:0 n. V. (3:4 i. E.) | Neuchâtel Xamax FC (SL)      |
| 16.10.10 um 20:15 Uhr | ES FC Malley Lausanne (1.)    | 0:3                   | FC Biel-Bienne (ChL)         |
| 17.10.10 um 15:00 Uhr | FC Gumefens/Sorens (2. Int)   | 00:12                 | Grasshopper Club Zürich (SL) |
|                       | Stade Nyonnais (ChL)          | 1:2                   | FC Luzern (SL)               |
|                       | FC Baulmes (1.)               | 2:5                   | Servette FC Genève (ChL)     |
|                       | FC Locarno (ChL)              | 0:3                   | FC Zürich (SL)               |
| 17.10.10 um 15:30 Uhr | FC Schaffhausen (ChL)         | 2:6                   | FC St. Gallen (SL)           |
| 17.10.10 um 16:00 Uhr | FC Aarau (ChL)                | 2:3                   | SC Kriens (ChL)              |

## Achtelfinals
Im Achtelfinal werden die Partien ohne Bedingungen gezogen, d. h. jede Mannschaft kann auf jede andere Mannschaft treffen. Die Mannschaft aus der niedrigeren Liga erhält das Heimrecht, bei zwei Mannschaften aus der gleichen Liga bekommt es die erstgezogene. Es wurde so gut wie möglich vermieden, dass Mannschaften aus der Super League aufeinandertreffen. Die Auslosung fand am 17. Oktober 2010 statt.
| Datum                 |                          | Ergebnis              |                              |
| --------------------- | ------------------------ | --------------------- | ---------------------------- |
| 20.11.10 um 15:00 Uhr | FC Tuggen (1.)           | 0:4                   | FC Zürich (SL)               |
| 20.11.10 um 19:00 Uhr | Servette FC Genève (ChL) | 1:1 n. V. (3:4 i. E.) | FC Basel (SL)                |
|                       | FC St. Gallen (SL)       | 0:1                   | FC Thun (SL)                 |
| 21.11.10 um 14:30 Uhr | FC Lugano (ChL)          | 2:3 n. V.             | FC Sion (SL)                 |
| 21.11.10 um 15:00 Uhr | SC Kriens (ChL)          | 1:2                   | BSC Young Boys (SL)          |
|                       | FC Wohlen (ChL)          | 1:2                   | Grasshopper Club Zürich (SL) |
|                       | FC Biel-Bienne (ChL)     | 2:2 n. V. (5:3 i. E.) | FC Luzern (SL)               |
|                       | Neuchâtel Xamax FC (SL)  | 1:0                   | AC Bellinzona (SL)           |

## Viertelfinals
Auch im Viertelfinal werden die Partien ohne Bedingungen gezogen, d. h. jede Mannschaft kann auf jede andere Mannschaft treffen. Heimrecht hat im Viertel- und im Halbfinal die erstgezogene Mannschaft. Die Auslosung fand am 21. November 2010 statt.
| Datum                 |                              | Ergebnis              |                         |
| --------------------- | ---------------------------- | --------------------- | ----------------------- |
| 02.03.11 um 19:00 Uhr | Grasshopper Club Zürich (SL) | 1:2                   | FC Sion (SL)            |
| 02.03.11um 19:45 Uhr  | FC Thun (SL)                 | 1:1 n. V. (1:4 i. E.) | Neuchâtel Xamax FC (SL) |
| 02.03.11um 20:15 Uhr  | BSC Young Boys (SL)          | 3:4 n. V.             | FC Zürich (SL)          |
| 03.03.11 um 19:00 Uhr | FC Biel-Bienne (ChL)         | 3:1                   | FC Basel (SL)           |

## Halbfinals
Die Begegnungen wurden ausgelost. Die Auslosung fand am 2. März 2011 statt.
| Datum                 |                | Ergebnis              |                         |
| --------------------- | -------------- | --------------------- | ----------------------- |
| 25.04.11 um 16:45 Uhr | FC Zürich (SL) | 1:1 n. V. (6:7 i. E.) | Neuchâtel Xamax FC (SL) |
| 28.04.11 um 20:15 Uhr | FC Sion (SL)   | 2:1                   | FC Biel-Bienne (ChL)    |

## Final
Das Finalspiel fand am 29. Mai 2011 im Basler St. Jakob-Park statt. Auch bei seiner zwölften Finalteilnahme blieb der FC Sion unbesiegt.
| Paarung         | Neuchâtel Xamax – FC Sion |
| Ergebnis        | 0:2 (0:2) |
| Datum           | 29. Mai 2011 um 16:30 Uhr |
| Stadion         | St. Jakob-Park, Basel |
| Zuschauer       | 37'500 (ausverkauft) |
| Schiedsrichter  | Jérôme Laperrière (Begnins) |
| Tore            | 0:1 Giovanni Sio (2.) 0:2 Vilmos Vanczák (6.) |
| Neuchâtel Xamax | Jean-François Bédénik – Freddy Mveng, Stéphane Besle, Marcos Gelabert (62. Abdullah Omar), Mickaël Facchinetti – Frédéric Page – Sébastien Wüthrich (46. Geoffrey Tréand), Gilles Binya, Ibrahima Niasse, Raphaël Nuzzolo – Bi Goua Gohou (46. Fausto Lourenço) Cheftrainer: Bernard Challandes    |
| FC Sion         | Andris Vaņins – Vilmos Vanczák, Adaílton, Michael Dingsdag, Arnaud Bühler (67. Jonas Elmer) – Serey Dié, Fabrizio Zambrella – Giovanni Sio, Goran Obradović (87. Rodrigo Lacerba Ramos), Didier Crettenand – Aleksandar Prijović (52. Álvaro Domínguez) Cheftrainer: Laurent Roussey ( Frankreich) |

## Torschützenliste
In der nachfolgenden Tabelle sind die besten Torschützen des Schweizer Cups 2010/11 aufgeführt. Sie sind zunächst nach Anzahl ihrer Treffer, bei gleicher Torzahl alphabetisch sortiert.
| Pl. | Name              | Team               | Tore |
| --- | ----------------- | ------------------ | ---- |
| 1.  | Dragan Mrđa       | FC Sion            | 6    |
| 1.  | Steven Zuber      | Grasshopper Zürich | 6    |
| 2.  | Gil Bala          | Yverdon Sport FC   | 4    |
| 2.  | Amine Chermiti    | FC Zürich          | 4    |
| 2.  | Fabian Frei       | FC Basel           | 4    |
| 2.  | Emmanuel Mayuka   | BSC Young Boys     | 4    |
| 2.  | Samel Šabanović   | FC Aarau           | 4    |
| 2.  | Igor Tadić        | SC Kriens          | 4    |
| 2.  | Geoffrey Tréand   | Neuchâtel Xamax    | 4    |
| 2.  | Guillermo Vallori | Grasshopper Zürich | 4    |